# عبد القادر لوناس
عبد القادر لوناس هو قائد القوات الجوية الجزائرية يحمل رتبة لواء ولد في 07 يونيو 1947 بولاية تيزي وزو.

## مشواره العسكري
في سن التاسع عشرة، التحق بصفوف الجيش الوطني الشعبي، وكان ذلك في سنة 1966، تابع دورات تكوينية في الجزائر، الاتحاد السوفياتي سابقا ومصر، تحصل خلالها على عدة شهادات منها خاصة:
- شهادة طيار على الطائرة المقاتلة ميغ-17 (مدرسة الطيران بطفراوي/وهران/الناحية العسكرية الثانية)؛
- شهادة كفاءة على طائرة من نوع ميغ 21 (الاتحاد السوفياتي سابقا)؛
- شهادة كفاءة على طائرة من نوع ميغ 25 (الاتحاد السوفياتي سابقا)؛
- دورة الأركان (مدرسة الطيران بطفراوي الناحية العسكرية الثانية)؛
- الدورة العليا للأسلحة (مصر).

تقلد في صفوف القوات الجوية الوظائف التالية:
- نائب القائد السرب الثاني عشر (12) بالقاعدة الجوية بعين وسارة الناحية العسكرية الأولى؛
- قائد السرب الثاني عشر (12) بالقاعدة الجوية بعين وسارة الناحية العسكرية الأولى؛
- رئيس الأركان القاعدة الجوية بعين وسارة الناحية العسكرية الأولى؛
- قائد القاعدة الجوية بعين وسارة الناحية العسكرية الأولى؛
- قائد القاعدة الجوية ببوسفر الناحية العسكرية الثانية؛
- رئيس القسم طيران الدفاع الجوي بقيادة القوات الجوية؛
- رئيس القسم الاستعمال والتحضير بقيادة القوات الجوية.
- تمت ترقيته إلى رتبة عميد بتاريخ 05 جويلية 2002.

## القوات الجوية
بتاريخ 24 أغسطس 2003 عين رئيسا لأركان القوات الجوية.
منذ تاريخ 12 أبريل 2005 تم تعينه قائدا للقوات الجوية.
تمت ترقيته إلى رتبة لواء بتاريخ 05 جويلية 2006. وهو حائز على وسام الجيش الوطني الشعبي الشارة الأولى و الثانية، وسام الإستحقاق العسكري و وسام الشرف.

## الحياة الخاصة
هو متزوج و أب لخمسة أطفال.